# 成功廣播電台
成功廣播股份有限公司（英語：Cheng Kung Broadcasting Corp.，簡稱：成功電台，英語：CKB），是台灣一家AM小功率廣播電台，1959年5月4日開播，涵蓋高雄市及部份台南、屏東地區，内容以新聞、談話、音樂節目為主。收聽頻率為AM936 kHz，發射站位於高雄市大寮區。
收聽範圍：高雄市、部分台南市、部分屏東縣

## 特色
全閩南語廣播節目，成功電台以「高雄在地最親切的台語電台」為目標，期望成為聽眾一輩子的好朋友，不論晴天陰天颱風天， 時時陪伴大家。

## 歷史
●成功廣播電台成立於1959年，於5月4日取得執照正式開播，創辦初期篳路藍縷，由租高雄市中正路辦公大樓、發射機房，到西元1966年自建辦公透天及發射機房。

●西元1968年，於恆春設置恆春轉播站，並於12月22日開播。（目前已撤銷，原址現為墾丁天鵝湖湖畔別墅飯店）

●西元1969年9月16日少年棒球世界冠軍金龍隊到高雄市表演，成功電台首次進行實況轉播。配合體育活動實況轉播，為加強體育方面的播報，聘王天來、謝耀文（棒球）、郭仲奇（籃球）為體育顧問。

●西元1969年11月29日、12月27日在大同國小禮堂舉辦首次聽眾同樂會。

●西元1989年起更新播音硬體設備，並於三年內全面更新完畢。

●西元2008年9月17日原鐵塔被拆除（原址現為高雄文學館）

●西元2009年成功電台以新面貌AM936在空中發聲

。

## 外部連結
- 成功廣播電台 （页面存档备份，存于）
- CKB LIVE 成功電台的Facebook專頁粉絲